# 金融發展局

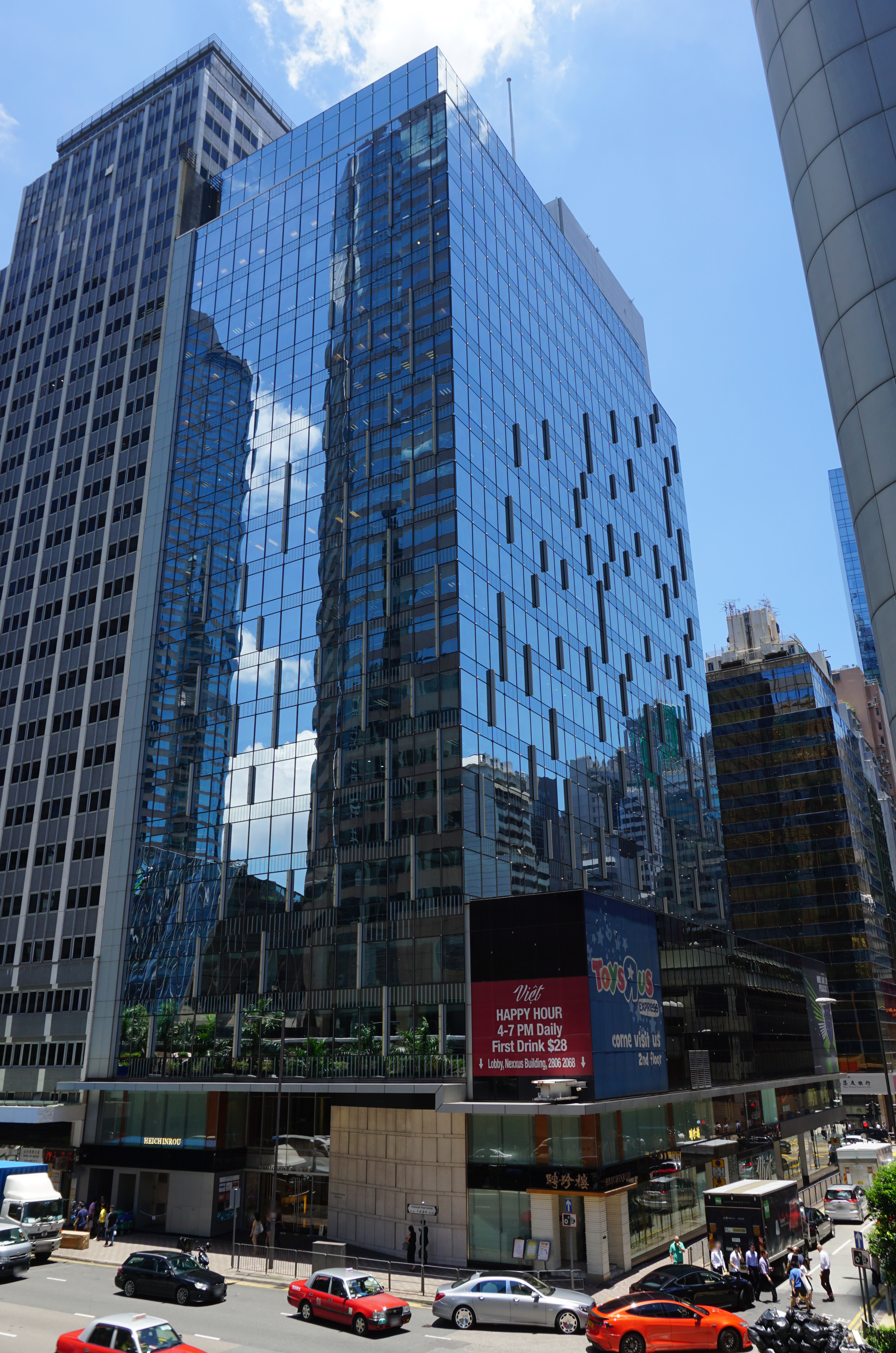
金融發展局所在建築物──中環盈置大廈

香港金融發展局（簡稱金發局）由香港特別行政區政府於2013年1月17日成立，負責促進香港金融業的發展，其職能與香港金融管理局及香港貿易發展局不同，金融發展局以私人擔保有限公司形式註冊，可以接受民間捐款，為諮詢組織、民間機構及公營機構，然而其僱員與成員均為公職人員，因此同樣受到《防止賄賂條例》的監管及約束。

## 職能
- 進行香港金融業政策研究和業界調研 [2]
- 制訂建議，供香港政府和監管機構參考
- 與監管機構和香港金融業團體共同探討金融服務業的持續發展及多元發展的機遇和掣肘
- 與中國內地及海外相關機構保持溝通
- 支持香港金融服務業，開拓新市場和新業務
- 與教育培訓機構、行業團體及業界合作，提升從業人員職業技術和專業知識
- 通過各類活動，包括研討會、路演、出版刊物以及積極參與國際活動
- 向國內外推廣香港的金融服務業及國際金融中心功能

### 小組
- 金融發展研究小組，召集人為李律仁，於2013年3月19日的記者招待會上表示，該組將會使用3年時間研究香港作為國際金融中心的定義。
- 內地機遇小組，召集人為秦曉，於2013年3月19日的記者招待會上表示，該組將會研究香港金融機構於中國內地所面對的機遇及挑戰，例如前海發展和離境人民幣業務的商機。
- 拓新業務小組，召集人為馬凱博
- 市場推廣小組，召集人為洪丕正
- 人力資源小組，召集人為關百忠

## 首屆成員
除了主席查史美倫外，金融發展局共有20名非官方委員包括：陳爽、馮愉敏、洪丕正、關百忠、林天福、李細燕、李君豪、李律仁、劉廷安、馬凱博、文禮信、倪以理、謝湧海、黃鋼城、葉招桂芳、朱雲來、秦曉、Mark G Shipman、Douglas W Arner和威廉·思眾。此外，財經事務及庫務局局長許正宇亦為該局當然委員。

## 歷任主席
- 史美倫，GBM，GBS，JP（2013年1月17日－2018年7月10日）
- 李律仁，BBS，SC，JP（2018年7月11日－2025年1月16日）
- 洪丕正，BBS，JP（2025年1月17日－）

## 歷任行政總監
- 許正宇，GBS，JP（2019年6月17日－2020年8月3日）
- 區景麟博士，MH，JP（2020年8月4日－）

## 歷史

### 籌備
梁振英於2012年6月下旬宣布成立金融發展局籌備小組，由史美倫擔任主席，並且指導該局推動香港政府和行業協調及合作，發掘於香港及海外的發展機遇等，促進香港金融業的發展，以鞏固和提升香港作為國際金融中心的地位，及成為離岸人民幣中心及資產管理中心。金融發展局將會成為香港政府的金融智庫和諮詢核心，研究範疇包括銀行、證券、基金、保險、資產管理及相應的人才培育訓練，並且設有不同行業的委員會。至於董事局方面，成員約20名。金發局秘書處借調政府的行政主任，而且由產業署免費借出開會地方，金發局初期需完全使用公帑運作。

### 成立
2013年1月14日，梁振英出席亞洲金融論壇時主動提及將於17日，即發表《2013至2014年度香港行政長官施政報告》後翌日，宣佈成立香港金融發展局。
2013年3月19日，香港金融發展局舉行第二次會議，在會議上，成員通過轄下5個小組的工作項目，及決定將會從短期、中期及比較長期三個角度，從策略的觀點研究香港金融服務業的發展，特別是有關於提升香港繼續成為國際金融中心所需的元素，以及中國大陸資本市場的未來發展對香港金融服務業的影響；亦會諮詢業界，探討前海及離岸人民幣業務的商機，以及進一步發展香港資產及財富管理業的措施。